# Ar (enota)
Ár (znak a) je enota mere za površino v sistemu SI: 1 ar = 1 kvadratni dekameter = 100 m2. Bolj znana je njena izpeljana enota hektar, 1 hektar = 100 arov = 10.000 kvadratnih metrov. Glej tudi 1 E2 m² za primerjavo z drugimi površinami.